# Кулик, Филипп
Яков Филипп Ку́лик (укр. Яків Пилип Кулик; 1 мая 1793, Львов — 28 февраля 1863, Прага) — выдающийся украинско-чешский математик, физик, председатель Королевского Чешского Общества Наук, составил таблицы первочисел и таблицы разложения чисел.
Доктор философии, сеньор коллегии профессоров философского факультета, публичный ординарный профессор высшей математики, декан философского факультета Пражского университета, почётный ректор Университета в Граце, член многих ученых обществ, обычный член Королевской Чешской Академии наук, автор многих трудов по математике и физике.
Филипп Кулик сформулировал теорему получения восходящих сил, которые возникают в результате действия двух сил под углом друг к другу.
В 1842 году он издал колоссальный труд «Практическая школа для рисунков», так как рисовал образцы для школ маляров, проектировщиков, литографов.
Много работал Филипп Кулик над исследованием и проектированием цепных мостов, их практичностью и безопасностью.
Умер 28 февраля 1863 года. Похоронен на Ольшанском кладбище.
Исследование наследия Я. Ф. Кулика продолжается и сегодня. Этому посвящены работы Я. Матвиишина, Н. Я. Депмана, С. Порубского (S. Porubsky), Л. Моравеца (L. Moravec), У. А. , С. М. Лисковца.

## Ресурсы Интернета
- Притула Я. Г. Кулик Якуб Филипп (Jakub Filip Kulik) //Известные личности
- Лисковец С. Н. О малоизвестных математические таблицы Иакова Филиппа Кулика, с.6 Архивная копия от 4 марта 2016 на Wayback Machine
- Биография П. Кулика
- true оцифрованные труда